# Kutāma

Karten des Gebietes von Algerien in der Zeit 815–915 mit dem Siedlungsgebiet der Kutāma (Kotama, grün)

Die Kutāma (arabisch كتامة, DMG Kutāma) waren eine Volksgruppe der Berber, die in der Gründungsphase des schiitischen Kalifats der Fatimiden im 10. Jahrhundert zu historischer Prominenz gelangte.

## Herkunft
Das historische Siedlungsgebiet der Kutāma befand sich in der kleinen Kabylei zwischen den nördlichen Ausläufern des Aurès-Massivs (Ǧabal Aurās) und der Mittelmeerküste im Nordosten des heutigen Algerien. In der Antike unterstand das Gebiet der römischen Provinz Africa, wurde von der römischen Zivilisation aber kaum bis gar nicht erschlossen, weil die dort lebenden indigenen Völker als barbarisch (vom griechischen bárbaros, arabisch barbar, davon „Berber“) charakterisiert wurden, was noch bis in die arabische Zeit hinein galt. Einziges urbanes Zentrum in näherer Umgebung blieb die östlich von ihnen gelegene römische Gründung Constantine (Qusṭanṭīna), daneben wurde ihr Land von Ost nach West von zwei Straßen durchzogen, an denen die Kolonien Milevum (Mila) und Sitifensium (Saṭīf) entstanden. Die Lebensgrundlage der Kutāma aber blieb die landwirtschaftliche Viehhaltung; ihre Lebensweise galt als rau und spartanisch. Organisiert waren sie in die sieben Stämme der Ǧīmala, Masālta, Iǧǧāna, Malūsa, Laṭāya, Danhāǧa und Ūrīsa.

## Geschichte
Zu Beginn des 8. Jahrhunderts wurde Africa (Ifrīqiyā) im Zuge der islamischen Expansion von den Arabern erobert und in ihr Kalifenreich eingegliedert. Ihre Herrschaft im „barbarischen Westen“ (maġrib) wurde allerdings nur von einer aus den Abkömmlingen des arabischen Eroberungsheeres rekrutierten dünnen Oberschicht gewährleistet, die sich lediglich auf die urbanen Zentren konzentrierte, während die ländlichen Regionen davon nahezu unberührt blieben. Zwar haben die Kutāma wie die meisten anderen Berbervölker auch den Islam sunnitischer Prägung angenommen, doch zum Verdruss orthodoxer Kommentatoren noch lange darüber hinaus an vorislamischen Riten und Sitten festgehalten.
Im Jahr 892 machte eine kleine Pilgergruppe der Kutāma auf ihrem Rückweg von Mekka die Bekanntschaft des aus dem irakischen Kufa stammenden Predigers Abū ʿAbdallāh asch-Schīʿī und zeigten sich an dessen Lehren interessiert. Abu Abdallah war ein Missionar (dāʿī) der schiitischen Lehre der Ismailiten, die von der baldigen Wiederkehr ihres verborgenen rechtgeleiteten Imams (al-imām al-mahdī) kündete, welcher das verhasste sunnitische Kalifat der Abbasiden stürzen und selbst das rechtmäßige Kalifat der Nachkommen Alis wiederherstellen werde. Damit einhergehend würden die seit der Verkündigung der göttlichen Botschaft durch den Propheten Mohammed bestehenden Schranken der islamischen Gebote (šarīʿa) fallen. Begeistert von dieser „Religion der Wahrheit“ (dīn al-ḥaqq) luden die Pilger den Missionar dazu ein, sie in ihre fernab von den Machtzentren des Kalifenreichs gelegene Heimat zu begleiten, um dort bei ihren Landsleuten die Lehre zu verbreiten. Im Jahr 983 nahm Abu Abdallah in dem Kutāma-Dorf Īkǧān nördlich von Mila seine Werbung für die ismailitische Lehre auf, musste dann aber seinen Sitz in das sichere Tāzrūt südwestlich davon verlegen, wo er binnen kürzester Zeit alle Stämme der Kutāma zur Annahme der Lehre bewegen konnte.
Ein Bestandteil dieser Mission war auch die Vorbereitung zur militärischen Konfrontation mit der Obrigkeit des sunnitischen Kalifats, vor Ort vertreten durch die Statthalterdynastie der Aghlabiten. Dazu machte sich Abu Abdallah die kriegerische Gesinnung der Kutāma zunutze, deren notorische Zerstrittenheit untereinander er beenden und ihre militante Entschlossenheit gegen die Vertreter der herrschenden Aghlabiten als gemeinsamen Feind lenken konnte. Dazu begründete er eigens eine Heeresordnung, in dem die sieben Stämme der Kutāma je einen eigenen Heerhaufen aus Kavallerie und Infanterie bildeten, die unter dem Kommando ihres jeweils „Ältesten“ (mašāyiḫ) standen. 903 wagten in Syrien die dortigen Ismailiten den Aufstand gegen das Abbasiden-Kalifat, der nach nur einem Jahr niedergeschlagen wurde und den Mahdi zur Flucht aus seinem Versteck in Salamiyya nötigte. Ungeachtet dieses ersten gescheiterten Versuchs zur Errichtung des Mahdi-Staates hatte nun auch Abu Abdallah im fernen Africa die offene Konfrontation aufgenommen, nachdem die Aghlabiten durch die Eroberung von Mila durch die Kutāma im Jahr 902 auf ihn aufmerksam geworden waren. Der schon im Folgejahr erfolgte Tod des Aghlabiten-Emirs hatte die Sache der Ismailiten begünstigt, da die staatliche Ordnung durch Erbfolgestreitigkeiten innerhalb der Staathalterdynastie zusammenbrach.
Nach sieben Jahren Krieg konnten die von Abu Abdallah geführten Kutāma zuerst Kairouan und am 25. März 909 die Palaststadt Raqqada erobern und damit die Herrschaft der Aghlabiten und des sunnitischen Kalifats in Africa beenden. An seiner Stelle gründeten sie für den von ihnen erwarteten Mahdi das schiitisch-ismailitische Kalifat. Der Mahdi selbst war noch während des Krieges inkognito durch das Kampfgebiet als Kaufmann getarnt gezogen und hatte sich im sicheren Sidschilmasa im heutigen Marokko niedergelassen, um den Ausgang der Kämpfe abzuwarten. Abu Abdallah und die siegreichen Kutāma konnten ihm hier am 26. August 909 die Aufwartung machen, worauf er aus der Verborgenheit (ġaiba) tretend von ihnen im Triumphzug nach Raqqada geführt und dort am 5. Januar 910 zum rechtmäßigen Nachfolger des Propheten und Befehlshaber aller Gläubigen proklamiert wurde. Damit wurde ein neues Kalifat in Konkurrenz zum bereits bestehenden Abbasiden-Kalifat in Bagdad begründet. Die Geschichtsschreibung bezeichnet diese neue Kalifendynastie rückwirkend als „Fatimiden“. Für die folgenden fast hundert Jahre blieben die Kutāma das militärische Rückgrat der Fatimiden und damit die Speerspitze ihrer territorialen Expansion. Mittels ihrer Kampfkraft konnte zuerst der restliche Maghreb und Sizilien für das Kalifat unterworfen werden. Im Jahr 969 stellten sie das Gros des fatimidischen Expeditionsheeres unter dem General Dschauhar as-Siqillī, das nahezu kampflos in die ägyptische Provinzhauptstadt al-Fustāt einzog und somit Ägypten für das Kalifat gewann. Dagegen waren die als Krieger sozialisierten Kutāma bis auf wenige individuelle Ausnahmen für administrative Aufgaben in der staatlichen Verwaltung und Regierung nicht zu gebrauchen. Die obersten Ebenen ihres Staates haben die Fatimiden bevorzugt mit fachkompetenten Arabern, Slawen und später auch Türken besetzt.
Mit der Eroberung Ägyptens hatten die Kutāma den Höhepunkt ihres militärischen Schaffens erreicht, aber schon beim weiteren Vorstoß nach Syrien mussten sie im späten 10. Jahrhundert erste schwere Niederlagen hinnehmen. Als Gegner waren ihnen hier arabische Beduinenstämme und dann die ersten Reiterhorden schwer gerüsteter Türken entgegengetreten, die in jener Zeit aus Zentralasien in den vorderasiatischen Raum vorzudringen begannen. Um den neuen militärischen Erfordernissen zu genügen, ist das Fatimidenheer in der Zeit des Kalifen al-Aziz in zunehmendem Maße mit Einheiten aus persischen Söldnern (Dailamiten) und erworbenen Militärsklaven (mamlūk) sudanesischer und türkischer Herkunft ergänzt worden, womit den Kutāma der Verlust ihrer Exklusivität in der Heeresordnung drohte. Als älteste „Gottesfreunde“ (auliyāʾ Allāh) und erste „Helfer der Wahrheit“ (anṣār al-ḥaqq) aber beanspruchten sie eine Bevorzugung in Besoldung und öffentlicher Anerkennung seitens der Kalifen. Um diesen Anspruch zu konservieren, nutzten sie den unerwarteten Tod des al-Aziz und die Thronfolge des unmündigen al-Hakim im Oktober 996, um sich als herrschende Elite des Fatimidenstaates zu etablieren. Dazu proklamierten sie eigenmächtig ihren Ältesten Hassan ibn Ammar al-Kutami zum „Mittler“ (wisāṭa) zwischen ihnen und dem Kalifen, was der Stellung eines Wesirs entsprach, der sofort daran ging, alle Posten in der Administration mit Kutāma zu besetzen. Das von Gewalt und Raub gekennzeichnete Regime der Stammeskrieger aus dem unzivilisierten Westen, die sich selbst als über dem Gesetz stehend betrachteten, machte sich schnell bei der einheimischen ägyptischen Bevölkerung verhasst. Ihre zahlenmäßige Unterlegenheit wurde ihnen schon im September 997 zum Verhängnis, als die Türken und Dailamiten, angeführt von dem Haremsverwalter Bardschawan, im Handstreich die Kontrolle über Kairo gewannen und das Kutāma-Regime beendeten.
Die dezimierten Kutāma durften sich nach ihrem Fall wieder als besoldete Krieger in das Fatimidenheer einreihen, verloren aber im Verlauf des 11. Jahrhunderts gegenüber anderen Einheiten an Einfluss und militärischem Gewicht, zumal sie nun nicht mehr in dem hohen Maß angeworben wurden wie etwa Türken, Sudanesen und Armenier. Die durch den Militärdienst in Ägypten ansässig gewordenen Kutāma wurden im weiteren geschichtlichen Verlauf in die arabische Lokalbevölkerung assimiliert. Ihre in der Heimat verbliebenen Landsleute wurden wie alle anderen Berberstämme während der (von den Fatimiden forcierten) Westwanderung der arabischen Beduinenstämme (siehe Banū Hilāl und Banū Sulaim) im 11. Jahrhundert stark dezimiert. Die wenigen Überbleibsel von ihnen zogen sich in die Täler der algerischen Bergmassive zurück, wurden dann aber auch hier weitgehend arabisiert oder in das Berbervolk der Kabylen assimiliert.